# Augochloropsis cyaneitarsis
Augochloropsis cyaneitarsis är en biart som beskrevs av Embrik Strand 1910. Augochloropsis cyaneitarsis ingår i släktet Augochloropsis och familjen vägbin. Inga underarter finns listade.